# Martín Astudillo
Martín Mauricio Astudillo (né le 11 octobre 1977) est un ancien footballeur professionnel argentin qui évoluait au poste de milieu de terrain défensif. Il est l'actuel manager du Club Atlético Huracán Las Heras.
Il a joué pendant une décennie complète en Espagne avec le club Deportivo Alavès, apparaissant dans 149 matchs en Liga et 162 matchs en Segunda División.

## Carrière en club
Né à Mendoza, Astudillo a commencé sa carrière au deuxième niveau argentin avec le club Godoy Cruz Antonio Tomba de la province de Mendoza. En 1997, il rejoint Gimnasia y Esgrima de Jujuy de la Primera División, et deux ans plus tard, il s'envole au Deportivo Alavés en Espagne.
Titulaire important, Astudillo marque quatre buts en championnat lors de sa première saison. L'année suivante il joue un rôle déterminant dans la place de finaliste de l'équipe basque en Coupe UEFA. La saison suivante, il ne rate qu'un seul match et marque à cinq reprises, aidant son équipe à terminer septième de la Liga.
Astudillo reste fidèle à Alavés presque tout au long de sa carrière en Espagne. Il joue en première et en deuxième division. En janvier 2008, il revient en Liga, signant un prêt avec le CA Osasuna.
Au cours de cette saison, Astudillo contribue à aider le club Navarrais à échapper de justesse de la relégation puisqu'il marque le seul but du match contre RCD Espanyol le 13 avril 2008 offrant donc trois points au club et empêchant sa relégation. En août 2009, après qu'Alavés ait été relégué en troisième division, il rachète le reste de son contrat et retourne dans son pays après dix ans passés en Espagne. Il rejoint le club de Rosario Central ; il a joué 346 matchs avec le Deportivo Alavès ce qui en fait le joueur le plus capé de l'histoire du club.